# Mistrzostwa NCAA Division II w Zapasach w 2015
Mistrzostwa NCAA Division II w zapasach w 2015 roku rozegrane zostały w Saint Louis w dniach 13–14 marca. Zawody odbyły się na terenie Chaifetz Arena. Gospodarzem zawodów był Maryville University.
- Outstanding Wrestler – Chris Watson

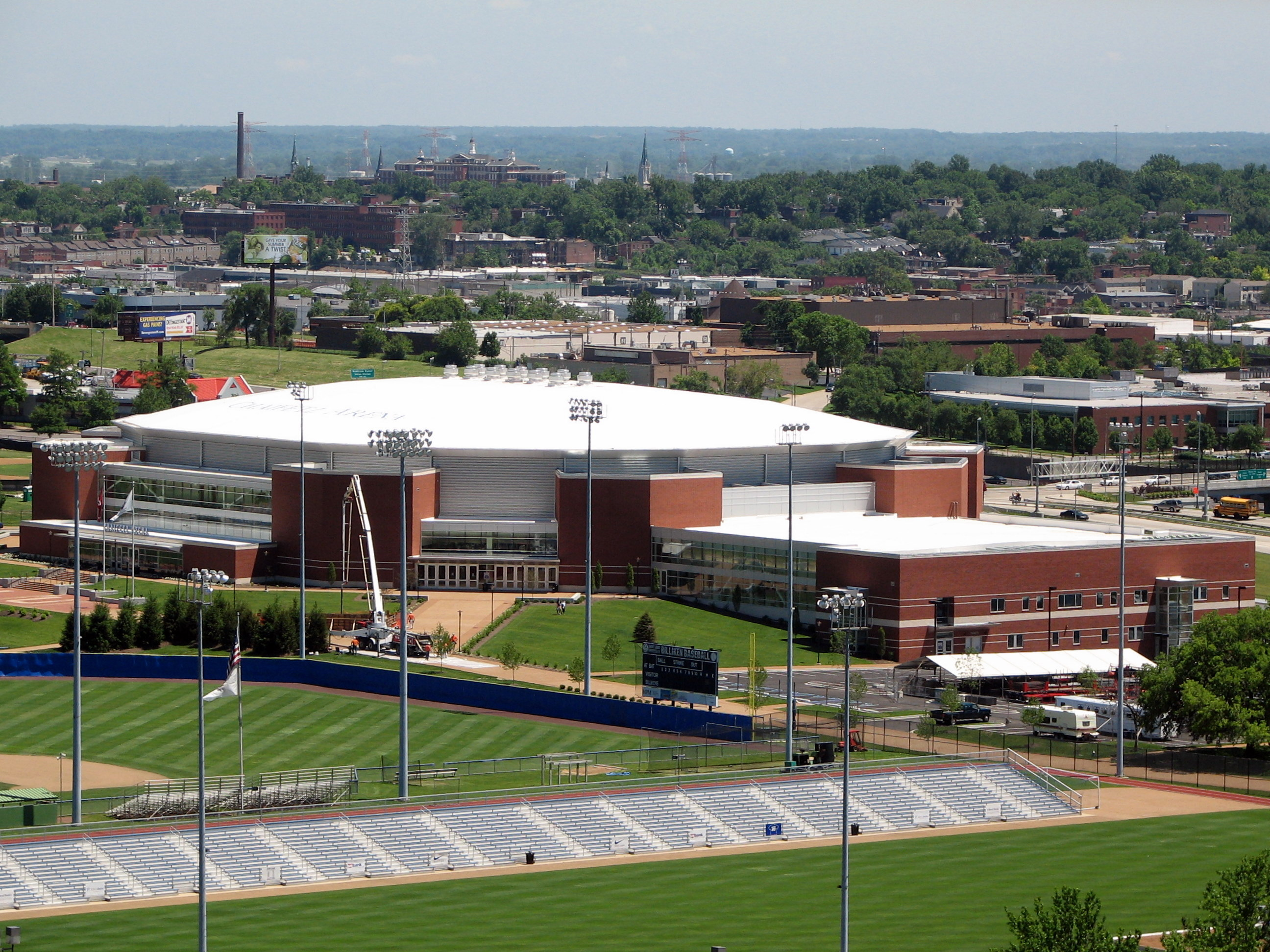

Punkty zdobyły 44 drużyny.

## Wyniki

### Drużynowo
| Kolejność | Szkoła                            | Zespół       |
| --------- | --------------------------------- | ------------ |
| 1.        | St. Cloud State University        | Huskies      |
| 2.        | University of Nebraska at Kearney | Lopers       |
| 3.        | Maryville University              | Saints       |
| 4.        | Mercyhurst University             | Lakers       |
| 5.        | Ouachita Baptist University       | Tigers       |
| 6.        | Notre Dame College                | Falcons      |
| 7.        | McKendree University              | Bearcats     |
| 8.        | Western Colorado University       | Mountaineers |

### All American

#### 125 lb
| Lp. | Zawodnik           | Szkoła            |
| --- | ------------------ | ----------------- |
| 1.  | Tim Prescott       | St. Cloud State   |
| 2.  | TJ North           | Augustana College |
| 3.  | Gerald Huff        | Adams State       |
| 4.  | Da’Wayne Robertson | MSU–Mankato       |
| 5.  | Dustin Warner      | Wheeling          |
| 6.  | Joshua Kieffer     | Indianapolis      |
| 7.  | Ivan McClay        | Notre Dame        |
| 8.  | Willie Bohince     | Mercyhurst        |

#### 133 lb
| Lp. | Zawodnik         | Szkoła           |
| --- | ---------------- | ---------------- |
| 1.  | Daniel DeShazer  | Kearney          |
| 2.  | Michael Labry    | Ashland          |
| 3.  | Nate Rodriguez   | Ouachita Baptist |
| 4.  | Dakota Bauer     | Maryville        |
| 5.  | Mike Rhone       | St. Cloud State  |
| 6.  | Joseph Calderone | LIU Post         |
| 7.  | Nick Crume       | Indianapolis     |
| 8.  | Blake Bosch      | MSU–Moorhead     |

#### 141 lb
| Lp. | Zawodnik          | Szkoła           |
| --- | ----------------- | ---------------- |
| 1.  | Daniel Ownbey     | UNC Pembroke     |
| 2.  | Corbin Bennetts   | Western Colorado |
| 3.  | Maurice Miller    | Notre Dame       |
| 4.  | Michael Screptock | Tiffin           |
| 5.  | Keith Surber      | Kearney          |
| 6.  | Josh Myers        | Ouachita Baptist |
| 7.  | Darren Wynn       | McKendree        |
| 8.  | Kyle Webb         | Lindenwood       |

#### 149 lb
| Lp. | Zawodnik         | Szkoła           |
| --- | ---------------- | ---------------- |
| 1.  | Frank Cagnina    | Central Missouri |
| 2.  | Terrel Wilbourn  | Lindenwood       |
| 3.  | Destin McCauley  | Kearney          |
| 4.  | Nic Goebel       | Findlay          |
| 5.  | Scott Bosak      | Belmont Abbey    |
| 6.  | Jeremy Landowski | Mercyhurst       |
| 7.  | Larry Bomstad    | St. Cloud State  |
| 8.  | Brent Fickel     | Ashland          |

#### 157 lb
| Lp. | Zawodnik       | Szkoła          |
| --- | -------------- | --------------- |
| 1.  | James Martinez | Colorado Mesa   |
| 2.  | Sean Turner    | Anderson        |
| 3.  | Clint Poster   | St. Cloud State |
| 4.  | Jonatan Rivera | Notre Dame      |
| 5.  | Derrick Weller | Lindenwood      |
| 6.  | Francis Mizia  | Mercyhurst      |
| 7.  | Matt Martoccio | Kutztown        |
| 8.  | Greg Hegarty   | Maryville       |

#### 165 lb
| Lp. | Zawodnik          | Szkoła                |
| --- | ----------------- | --------------------- |
| 1.  | Chris Watson      | Central Oklahoma      |
| 2.  | Mathew Vandermeer | Lake Erie             |
| 3.  | Gabe Fogarty      | St. Cloud State       |
| 4.  | Devin Aguirre     | Kearney               |
| 5.  | Nick Fishback     | Parkside              |
| 6.  | JaCobi Jones      | Colorado State–Pueblo |
| 7.  | Cody Quinn        | MSU–Mankato           |
| 8.  | Nicolas Haferkamp | McKendree             |

#### 174 lb
| Lp. | Zawodnik         | Szkoła                    |
| --- | ---------------- | ------------------------- |
| 1.  | Joey Davis       | Notre Dame                |
| 2.  | Zeb Wahle        | Maryville                 |
| 3.  | August Mizia     | Mercyhurst                |
| 4.  | Jacob Begin      | Southwest Minnesota State |
| 5.  | Archie Williams  | Central Missouri          |
| 6.  | John Blankenship | Pittsburgh at Johnstown   |
| 7.  | Payne Hatter     | Ouachita Baptist          |
| 8.  | Randy Boerner    | Colorado Mesa             |

#### 184 lb
| Lp. | Zawodnik           | Szkoła             |
| --- | ------------------ | ------------------ |
| 1.  | Dallas Smith       | Ouachita Baptist   |
| 2.  | Nick Burghardt     | Maryville          |
| 3.  | John Vogt          | McKendree          |
| 4.  | Terrence Smith     | Shorter            |
| 5.  | Jacob Waste        | California Baptist |
| 6.  | Dakota DesLauriers | Mercyhurst         |
| 7.  | Kyle Piatt         | Western Colorado   |
| 8.  | Caleb Rivera       | Limestone          |

#### 197 lb
| Lp. | Zawodnik      | Szkoła            |
| --- | ------------- | ----------------- |
| 1.  | Romero Cotton | Kearney           |
| 2.  | Huston Evans  | Newberry          |
| 3.  | Julian Smith  | McKendree         |
| 4.  | Jake Cramer   | Tiffin            |
| 5.  | Samuel Mangum | Western Colorado  |
| 6.  | Jayd Docken   | Augustana College |
| 7.  | Ryan Beltz    | Maryville         |
| 8.  | Joe Gomez     | Northern State    |

#### 285 lb
| Lp. | Zawodnik       | Szkoła           |
| --- | -------------- | ---------------- |
| 1.  | Ziad Haddad    | Kutztown         |
| 2.  | Austin Goergen | St. Cloud State  |
| 3.  | Jack Page      | Fort Hays State  |
| 4.  | Garrett Grey   | Tiffin           |
| 5.  | Andy Welton    | Mercyhurst       |
| 6.  | Chris Giddens  | UNC Pembroke     |
| 7.  | Peter Anguiano | Western Colorado |
| 8.  | Jordan Passehl | Colorado Mesa    |